# Luigi Pingitore
Luigi Pingitore (San Pietro Apostolo, 18 dicembre 1928 – San Pietro Apostolo, 9 maggio 2017) è stato un politico italiano.
Già presidente del consiglio comunale a Lamezia Terme e sindaco di San Pietro Apostolo, è stato senatore della Repubblica nella IX legislatura eletto nelle file della Sinistra indipendente per il Partito comunista italiano.